# El Día (Mallorca)
El Día fue un periódico español editado en la ciudad de Palma de Mallorca entre 1921 y 1939.

## Historia
El diario fue fundado por el empresario mallorquín Juan March, que lo utilizaría como su órgano de comunicación personal. March se trajo al escritor mallorquín Joan Estelrich para que organizase el nuevo diario. Además de Estelrich, también destacaría en esta labor el escritor catalán Josep Pla. Su primer número apareció el 31 de mayo de 1921. Durante el periodo de la Segunda República mantuvo una línea editorial cercana al Partido Radical de Lerroux. Tras el final de la Guerra civil se fusionó con el diario Falange, dando paso al nacimiento de Baleares.
Su primer director fue Joan Estelrich, al que después seguirían Joaquim Domènech Coll y Nicolás Brondo Roten.